# Élections législatives de 1962 dans la Drôme
Les élections législatives françaises de 1962 se déroulent les 18 et 25 novembre 1962. Dans le département de la Drôme, trois députés sont à élire dans le cadre de trois circonscriptions.

## Élus
| Circonscription | Député sortant        | Parti | Parti | Député élu ou réélu  | Parti | Parti   |
| --------------- | --------------------- | ----- | ----- | -------------------- | ----- | ------- |
| 1re             | Maurice-René Simonnet |       | MRP   | Roger Ribadeau-Dumas |       | UNR-UDT |
| 2e              | Maurice Pic           |       | SFIO  | Maurice Pic          |       | SFIO    |
| 3e              | Henri Durand          |       | CNIP  | Pierre Didier        |       | UNR-UDT |

## Résultats

### Résultats à l'échelle du département
| Parti          | Parti                                          | Premier tour | Premier tour | Second tour | Second tour | Sièges |
| Parti          | Parti                                          | Voix         | %            | Voix        | %           | Sièges |
| -------------- | ---------------------------------------------- | ------------ | ------------ | ----------- | ----------- | ------ |
|                | Union pour la nouvelle République (UDT)        | 39 511       | 33,06        | 52 437      | 41,22       | 2      |
|                | Majorité présidentielle                        | 39 511       | 33,06        | 52 437      | 41,22       | 2      |
|                |                                                |              |              |             |             |        |
|                | Mouvement républicain populaire                | 12 002       | 10,04        | 11 284      | 8,87        | 0      |
|                | Centre national des indépendants et paysans    | 8 646        | 7,23         | 9 673       | 7,60        | 0      |
|                | Centre démocratique                            | 20 648       | 17,28        | 20 957      | 16,48       | 0      |
|                |                                                |              |              |             |             |        |
|                | Parti communiste français                      | 26 671       | 22,32        | 29 944      | 23,54       | 0      |
|                | Section française de l'Internationale ouvrière | 24 711       | 20,68        | 23 864      | 18,76       | 1      |
|                | Parti radical                                  | 5 492        | 4,60         |             |             | 0      |
|                | Union et fraternité française                  | 2 470        | 2,07         | 0           |             |        |
|                |                                                |              |              |             |             |        |
| Inscrits       | Inscrits                                       | 183 279      | 100,00       | 183 304     | 100,00      | 3      |
| Abstentions    | Abstentions                                    | 61 157       | 33,37        | 53 057      | 28,94       |        |
| Votants        | Votants                                        | 122 122      | 66,63        | 130 247     | 71,06       |        |
| Blancs et nuls | Blancs et nuls                                 | 2 619        | 2,14         | 3 045       | 2,34        |        |
| Exprimés       | Exprimés                                       | 119 503      | 97,86        | 127 202     | 97,66       |        |

### Résultats par circonscription

#### Première circonscription (Valence - Die)
| Candidat       | Candidat                      | Parti          | Premier tour | Premier tour | Second tour | Second tour |  |
| Candidat       | Candidat                      | Parti          | Voix         | %            | Voix        | %           |  |
| -------------- | ----------------------------- | -------------- | ------------ | ------------ | ----------- | ----------- |  |
|                | Roger Ribadeau-Dumas élu      | UNR-UDT        | 12 064       | 29           | 17 652      | 39,42       |  |
|                | Gabriel Coullaud              | PCF            | 9 756        | 23,46        | 15 846      | 35,38       |  |
|                | Maurice-René Simonnet sortant | MRP            | 9 046        | 21,75        | 11 284      | 25,2        |  |
|                | Jean Perdrix                  | Radsoc         | 5 492        | 13,2         | Retrait     | Retrait     |  |
|                | Jean Pommier                  | SFIO           | 4 047        | 9,73         | Retrait     | Retrait     |  |
|                | Rémy Pernin                   | UFF            | 1 189        | 2,86         |             |             |  |
|                |                               |                |              |              |             |             |  |
| Inscrits       | Inscrits                      | Inscrits       | 65 446       | 100,00       | 65 454      | 100,00      |  |
| Abstentions    | Abstentions                   | Abstentions    | 22 953       | 35,07        | 19 592      | 29,93       |  |
| Votants        | Votants                       | Votants        | 42 493       | 64,93        | 45 862      | 70,07       |  |
| Blancs et nuls | Blancs et nuls                | Blancs et nuls | 899          | 2,12         | 1 080       | 2,35        |  |
| Exprimés       | Exprimés                      | Exprimés       | 41 594       | 97,88        | 44 782      | 97,65       |  |

#### Deuxième circonscription (Montélimar - Nyons)
| Candidat       | Candidat                  | Parti          | Premier tour | Premier tour | Second tour | Second tour |  |
| Candidat       | Candidat                  | Parti          | Voix         | %            | Voix        | %           |  |
| -------------- | ------------------------- | -------------- | ------------ | ------------ | ----------- | ----------- |  |
|                | Maurice Pic sortant réélu | SFIO           | 15 081       | 40,7         | 23 864      | 62,63       |  |
|                | Henri de Vernejoul        | UNR-UDT        | 11 044       | 29,81        | 14 238      | 37,37       |  |
|                | Charles Monier            | PCF            | 7 969        | 21,51        | Retrait     | Retrait     |  |
|                | Marcel Gony               | MRP            | 2 956        | 7,98         | Retrait     | Retrait     |  |
|                |                           |                |              |              |             |             |  |
| Inscrits       | Inscrits                  | Inscrits       | 54 713       | 100,00       | 54 723      | 100,00      |  |
| Abstentions    | Abstentions               | Abstentions    | 16 609       | 30,36        | 15 422      | 28,18       |  |
| Votants        | Votants                   | Votants        | 38 104       | 69,64        | 39 301      | 71,82       |  |
| Blancs et nuls | Blancs et nuls            | Blancs et nuls | 1 054        | 2,77         | 1 199       | 3,05        |  |
| Exprimés       | Exprimés                  | Exprimés       | 37 050       | 97,23        | 38 102      | 96,95       |  |

#### Troisième circonscription (Romans-sur-Isère)
| Candidat       | Candidat             | Parti          | Premier tour | Premier tour | Second tour | Second tour |  |
| Candidat       | Candidat             | Parti          | Voix         | %            | Voix        | %           |  |
| -------------- | -------------------- | -------------- | ------------ | ------------ | ----------- | ----------- |  |
|                | Pierre Didier élu    | app. UNR-UDT   | 9 350        | 22,88        | 20 547      | 46,36       |  |
|                | Maurice Michel       | PCF            | 8 946        | 21,89        | 14 098      | 31,81       |  |
|                | Henri Durand sortant | CNIP           | 8 646        | 21,16        | 9 673       | 21,83       |  |
|                | Gérard Sibeud        | UNR-UDT        | 7 053        | 17,26        | Retrait     | Retrait     |  |
|                | Auguste Delaye       | SFIO           | 5 583        | 13,66        | Retrait     | Retrait     |  |
|                | Maurice Rey          | UFF            | 1 281        | 3,14         |             |             |  |
|                |                      |                |              |              |             |             |  |
| Inscrits       | Inscrits             | Inscrits       | 63 120       | 100,00       | 63 127      | 100,00      |  |
| Abstentions    | Abstentions          | Abstentions    | 21 595       | 34,21        | 18 043      | 28,58       |  |
| Votants        | Votants              | Votants        | 41 525       | 65,79        | 45 084      | 71,42       |  |
| Blancs et nuls | Blancs et nuls       | Blancs et nuls | 666          | 1,6          | 766         | 1,7         |  |
| Exprimés       | Exprimés             | Exprimés       | 40 859       | 98,4         | 44 318      | 98,3        |  |